# 871

871(팔백칠십일)은 870보다 크고 872보다 작은 자연수다.

## 수학
- 합성수로, 그 약수는 1, 13, 67, 871이다. 진약수의 합은 81이므로, 871은 부족수다.
  - 262번째 반소수다. 앞의 반소수는 869, 다음 반소수는 878이다.
- 13번째 십삼각수이자, 가장 큰 세 자리 십삼각수다. 앞의 십삼각수는 738, 다음은 1015다.
- {\displaystyle 66^{2}-1}, {\displaystyle 68^{3}-1}은 871로 나누어떨어진다.

## 과학·기술
- NGC 871(영어판): 양자리 방향에 있는 막대나선은하.
- 마치 871(영어판): 마치 엔지니어링(영어판)의 경주용 자동차.
- 잭스피드 871(영어판): 잭스피드(영어판)의 경주용 자동차.

## 교통
- 유럽 고속도로 871호선: 불가리아 소피아에서 북마케도니아의 쿠마노보까지 이어지는 유럽 고속도로.

## 군사
- 871 해군 항공대(영어판): 과거 존재한 캐나다의 해군 항공대.
- U-871(영어판, 독일어판): 제2차 세계 대전에 사용된 나치 독일의 군용 잠수함.

## 문화유산
- 대한민국의 보물 제871호: 연정계회도

## 기타
- 연도: 871년, 기원전 871년